# Дадальо, Луиджи
Луиджи Дадальо (итал. Luigi Dadaglio; 28 сентября 1914, Сеццадио, королевство Италия — 22 августа 1990, Рим, Италия) — итальянский куриальный кардинал, ватиканский дипломат и доктор обоих прав. Титулярный архиепископ Меваньи с 8 октября 1961 по 25 мая 1985. Апостольский нунций в Венесуэле с 18 ноября 1960 по 8 июля 1967. Апостольский нунций в Испании с 8 июля 1967 по 4 октября 1980. Секретарь Священной Конгрегации таинств и богослужения с 4 октября 1980 по 8 апреля 1984. Про-великий пенитенциарий Апостольской пенитенциарии со 8 апреля 1984 по 27 мая 1985. Великий пенитенциарий с 27 мая 1985 по 6 апреля 1990. Архипресвитер Патриаршей Либерийской базилики с 15 декабря 1986 по 22 августа 1990. Кардинал-дьякон с титулярной диаконией Сан-Пио-V-а-Вилла-Карпенья с 25 мая 1985.